# 도나키 후나
도나키 후나(일본어: 渡名喜 風南, 1995년 8월 1일~)는 일본의 유도 선수이다. 2020년 하계 올림픽에서 여자 엑스트라라이트급 은메달을 획득했으며, 2017년 세계 유도 선수권 대회 엑스트라라이트급 우승을 차지했다.